# 許士芬

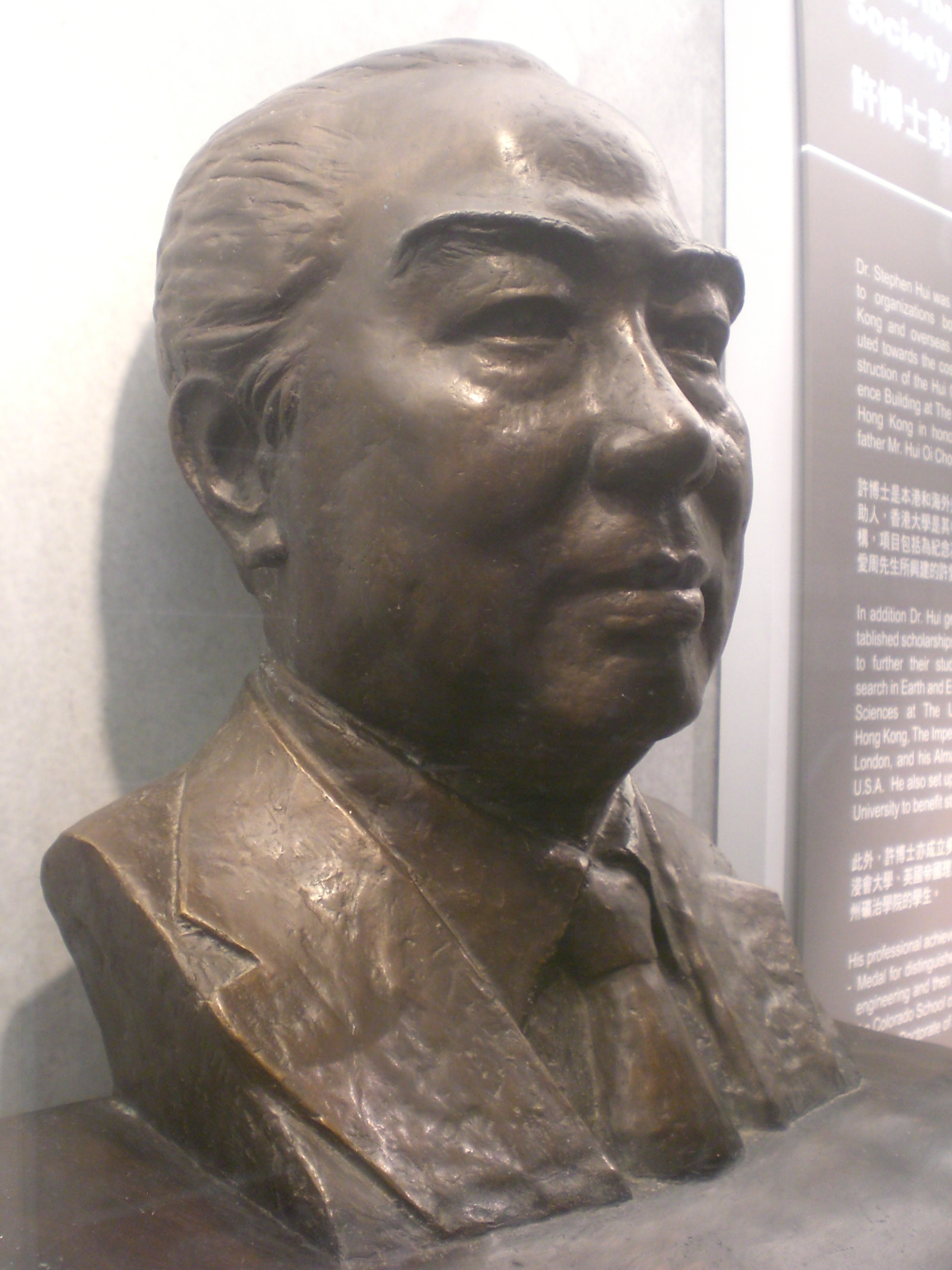
許士芬像

許士芬博士（1912年6月13日—1989年11月21日），香港礦務地質工程師、企業家。生於法屬印度支那廣州灣（今中國廣東省湛江市），船王許愛周次子。

## 生平
許士芬先後就讀於香港拔萃男書院、嶺南大學、上海聖約翰大學，1936年赴美留學。1940年在美國科羅拉多州礦冶學院取得採礦工程師及地質工程師學位。曾任香港大學校董、周興置業有限公司、仁興礦務有限公司、士昌置業有限公司董事長等。

## 家庭狀況
許士芬已婚，妻子為許江國采，有三名子女：女兒許雪禮、長子許晉義、幼子許晉廉，其女婿郭有仁是醫生，孫子許建業是前香港網球運動員。

## 相關
- 許愛周家族
- 香港大學許士芬地質博物館